# Буйко Петро Михайлович
Петро Михайлович Буйко (19 (31) жовтня 1895 — 15 жовтня 1943) — український науковець білоруського походження, професор (1938), доктор медичних наук (1940). Учасник радянського партизанського руху на Фастівщині (1941—1943), Герой Радянського Союзу (1944).

## Життєпис
З 1917 року працював у Києві фельдшером.
У 1922 році закінчив Київський медичний інститут.
З 1933 року — директор Київського інституту охорони материнства і дитинства Охматдит. Наукові праці присвячені питанням профілактики й терапії розривів промежини при родах (1938), а також лікуванню пузирно-піхвової нориці (1940). Ним запропонований метод фістулографії з гомотрансплантацією плаценти на ушитий дефект сечового міхура.
Під час німецько-радянської війни брав участь у партизанському русі, організував медичну службу радянського партизанського руху на Фастівщині.
Живцем спалений нацистами у селі Ярошівка на Київщині.

## Вшанування
У 1950—2024 роках у Львові була вулиця Професора Буйка (нинішня вулиця Академіка Ігоря Юхновського). У 1955 році у Києві названо вулицю на честь професор Петра Буйка, а на будинку по вул. Петра Буйка, 31 встановлено анотаційну таблицю, яка сповіщає, що вулицю названо на честь науковця. На будинку по вул. Банковій, 12 встановлено меморіальну таблицю Петрові Буйку, який мешкав тут у 1936—1941 роках.